# Lashana Lynch
Lashana Rasheda Lynch (Londen, 27 november 1987) is een Britse actrice.

## Carrière
Lashana Lynch werd in 1987 geboren in de Londense wijk Hammersmith. Ze is van Jamaicaanse afkomst. Ze behaalde een bachelor in de acteeropleiding aan ArtsEd in Londen.
In 2011 maakte ze met de sportfilm Fast Girls haar officieel acteerdebuut. Nadien werd ze vooral bekend van haar rollen in de Britse series als Silent Witness en Death in Paradise. In 2015 had ze ook een hoofdrol in de komische serie Crims.
Haar grote doorbraak volgde in 2019 met haar rol als gevechtspilote Maria Rambeau in de superheldenfilm Captain Marvel. Actrice DeWanda Wise werd oorspronkelijk gecast als het personage, maar moest afhaken en werd uiteindelijk vervangen door Lynch.

## Filmografie

### Film
- Fast Girls (2011)
- Powder Room  (2013)
- Brotherhood (2016)
- Captain Marvel (2019)
- No Time to Die (2021)
- Doctor Strange in the Multiverse of Madness (2022)
- Matilda de Musical (2022)
- The Woman King (2022)
- The Marvels (2023)
- Bob Marley: One Love (2024)

### Televisie (selectie)
- The Bill (2007)
- Silent Witness (2013)
- Death in Paradise (2015)
- Still Star-Crossed (2017)
- Bulletproof (2018–)